# Хаџи Продан Глигоријевић
Продан Глигоријевић, познат као Хаџи Продан (Сјеница, око 1760 — око 1825) био је војвода Првог српског устанка, Српске револуције, Грчког рата за независност против Османског царства. Водио је побуну 1814. под називом Хаџи Проданова буна, која је иницирала Други српски устанак.

## Биографија
Продан Глигоријевић је био војвода из Првог српског устанка. Учествовао је и истакао се у борбама 1806. године, када је и постао војвода. Епитет хаџи, произлази из почасне титуле, која се давала хришћанима који заврше ходочашће у Светој Земљи (Јерусалиму). Учествовао је у биткама код Сјенице, Нове Вароши, Пријепоља, Бијелог Поља и Суводола (1809). Предводио је одред од 700 устаника које је Карађорђе послао у Васојевиће, али је ова експедиција пропала јер је кренула сувише брзо, без одговарајућих припрема. После пропасти устанка одржао се са својим одредом још око месец дана у Мучњу. Предао се Турцима и населио у манастир Трнаву код Чачка.
Како су обновљени турски зулуми, ставио се на чело побуне у пожешкој нахији. Његов недовољно припремљени устанак против Турака (Хаџи Проданова буна) 1814. године у чачанском крају је био брзо угушен. Он је побегао прво у Аустрију, затим у Влашку, гдје је 1821. године учествовао у грчком устанку против Турака.
Како се након пораза од Турака Продан склонио једно време и у Васојевиће, по њему је добио име један крај у којем је живео, на гори Превији, испод Јериње-главе, наспрам Андријевице. По њему је у Београду названа Улица Хаџи Проданова.